# Abbotsholme
Abbotsholme School ist ein privates Internat und eine Ganztagsschule nahe Rocester, Staffordshire, liegt aber selbst in Derbyshire.

## Entstehung und Konzept
Die Schule liegt an der südwestlichen Grenze von Derbyshire in der Nähe des Flusses Dove. Sie wurde im Oktober 1889 von Cecil Reddie (1858–1932) zusammen mit Muirhead und Cassels auf einem altenglischen Adelssitz gegründet und war ein Vorbild der neueren Landerziehungsheimbewegung. Gegründet wurde sie als Schule für Jungen. Sie wurde bald zu einem Synonym für die „Progressive Education“. 1896/97 lehrte Hermann Lietz ein Jahr lang an dieser Schule und erhielt hierbei Anregungen für seine eigenen Heime. Er schrieb einen Roman Emlohstobba (Palindrom), in dem er seine Erfahrungen aus Abbotsholme verarbeitete.
Reddie schwebte eine Schule vor, die den ganzen Menschen bilden sollte – sowohl die geistigen und körperlichen wie auch die charakterlichen Anlagen. Er gründete Abbotsholme bewusst als Gegensatz zur offiziellen Schule. Die Alten Sprachen spielten in Abbotsholme eine eher untergeordnete Rolle, wichtiger waren die Modernen Sprachen, Geschichte und die Naturwissenschaften. Der Schulalltag war in Unterrichtsarbeit (vormittags) und freiere Aktivitäten (nachmittags) gegliedert. Zu den freieren Aktivitäten zählten neben Sport, Exkursionen und künstlerischen Tätigkeiten auch das Arbeiten auf dem Feld, im Garten oder in der Werkstatt.
In einem Bericht über die Schulen Englands heißt es, dass sie von einem 17-köpfigen Gremium geleitet wurde. Als pädagogisches Ziel gilt eine physische, moralische, ästhetische und mentale Grundlage, die es den Schülern erlauben sollte, sich zu verantwortungsbewussten Staatsbürgern zu entwickeln. So sollten die Jungen entweder auf das Studium an einer Universität oder auf eine kommerzielle oder landwirtschaftliche Laufbahn im In- oder Ausland vorbereitet werden.
Das Schulgelände umfasst gut 133 Hektar mit Hügel, Gehölzen, Feldern und Bachläufen. Auf dem Grundstück des Anwesens wurden Spielfeldern und Gärten angelegt, zu denen auch Obstgärten, ein Bauernhof und eine eigene Wasserversorgung gehörten. Die Schulgebühren betrugen etwa £ 135 bis £ 180 pro Jahr. Zudem war dem Betrieb eine Junior School mit Ferienbetreuung angegliedert. Das Eintrittsalter der Junior School lag bei 8 bis 12, das für den regulären Schulbetrieb bei 12 Jahren. Das Schulangebot hat sich im Laufe der Jahre verändert. So gibt es einen Kindergarten für 2- bis 4-Jährige und eine anschließende Vorschule für Kinder bis zu 6 Jahren. In der Senior School werden Kinder von 7 bis 11 unterrichtet und ab von 12 bis 13 gehen die Schüler in die sogenannte Sixth Form.
Die Schule hatte 2020 etwa 330 Schüler.

## Ehemalige Schüler
- Alan Blumlein (1903–1942), Elektroingenieur
- Robin Gandy (1919–1995), Mathematiker
- Ted Koppel (* 1940), Journalist
- Alfred Angas Scott (1874–1923), Ingenieur